# ポール・コルニュ

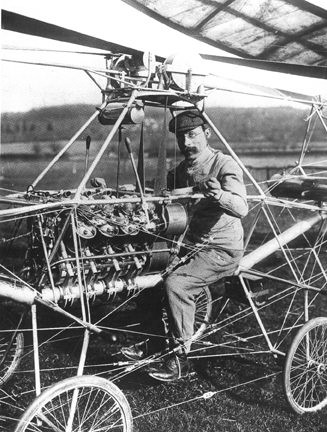
自作のヘリコプターに乗るポール・コルニュ（1907年）

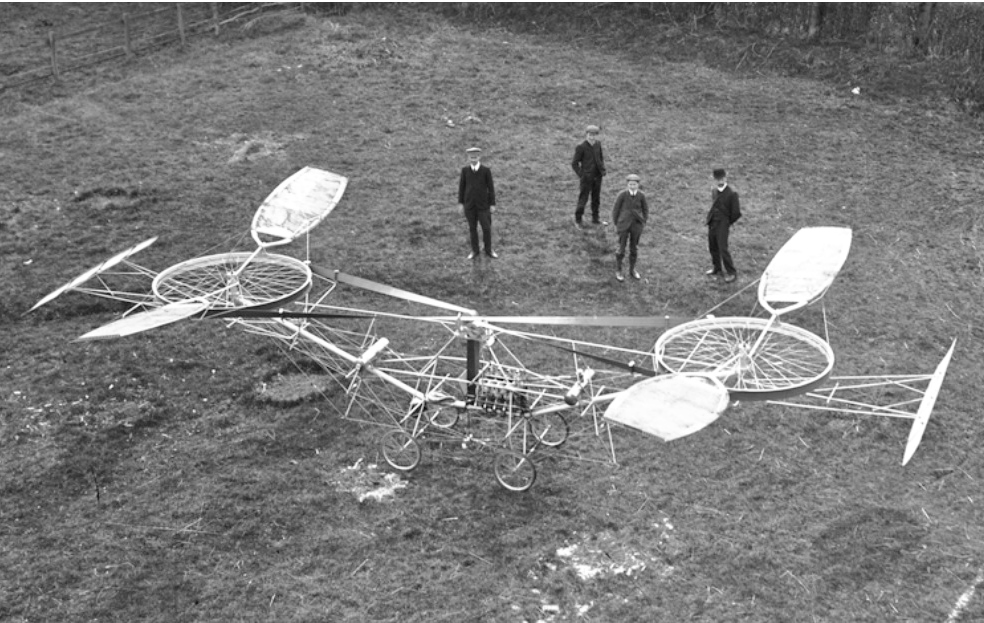
コルニュのヘリコプター

ポール・コルニュ（Paul Cornu 、1881年6月15日 オルヌ県 - 1944年6月6日 カルヴァドス県リジュー）は、フランスの発明家である。ヘリコプターの先駆者の1人。
自転車製造を行なっていたコルニュは、2つの回転翼を持ったヘリコプター（右図）を製作した。操縦者込みの重量は330kgで、動力はアントワネット製の24馬力のエンジンであった。1907年11月13日に20秒の間、30cmの高さに離陸した。操縦する機構はなく、数回の飛行を行なったあと、実験はとりやめられた。彼の初飛行はモーリス・レジェ、ルイ・ブレゲーの飛行に遅れること数ヶ月であった。
1944年、ノルマンディー上陸作戦に巻き込まれて家を爆撃され、死去した。